# Kamioka (Gifu)
Kamioka (jap. 神岡町, -chō) war bis 2004 der Name einer Stadt in der Präfektur Gifu in Japan, bis sie mit der Gemeinde Furukawa und den Dörfern Miyagawa und Kawai zur Stadt Hida zusammengeschlossen wurde. Die Stadt wurde bekannt für das dort ansässige Kamioka Neutrino Observatory.

## Kamioka Neutrino Observatory (Kamioka-Observatorium)
Das Neutrino-Observatorium ist an die ehemalige Mozumi-Mine angegliedert, da Neutrino-Experimente idealerweise tief unter der Erde durchgeführt werden. Dadurch wird die Hintergrundstrahlung (z. B. Kosmische Höhenstrahlung) auf ein akzeptables Minimum reduziert.
Zu den durchgeführten Experimenten gehören das Kamioka Nucleon Decay Experiment (KamiokaNDE) und dessen Nachfolger Super-Kamiokande. Ein weiteres Experiment ist der seit 2002 arbeitende KamLAND-Detektor, der über die Detektion von künstlichen Neutrinoquellen (z. B. Kernkraftwerke) den Nachweis von Neutrinooszillation und MSW-Effekt erbringen soll. Im Kamioka Observatorium sind auch Gravitationswellendetektoren installiert (CLIO für Testzwecke der verwendeten Technik tiefgekühlter Spiegel) oder im Aufbau (KAGRA, ein Laser-Interferometer mit je 3 km Armlänge, voraussichtlich ab 2018 in Betrieb).